# Misanteca cufodontisii
Misanteca cufodontisii là loài thực vật có hoa trong họ Nguyệt quế. Loài này được (Kosterm.) Lundell miêu tả khoa học đầu tiên năm 1946.